# Galium speciosum
Galium speciosum är en måreväxtart som beskrevs av Franz Xaver Krendl. Galium speciosum ingår i släktet måror, och familjen måreväxter. Inga underarter finns listade i Catalogue of Life.